# Gossipol
El gossipol (en anglès i altres idiomes:Gossypol) C30H30O₈ és un polifenol derivat del cotoner (gènere Gossypium). El gossipol és un aldehid polifenòlic que permeabilitza les cèl·lules i actua com inhibidor enzimàtic per a diversos enzims deshidrogenases. És un pigment groc. En l'oli de llavors de cotó i els turtós que en resulten el gossipol s'ha d'extreure, ja que és tòxic.
Entre altres coses s'ha assajat com anticonceptiu oral masculí a la Xina. A més d'aquestes propietats en té d'antimalària i s'investiguen les anticanceroses.

## Propietats biològiques
Té propietats proapoptòtiques, probablement per la regulació de les proteïnes Bax i Bcl2. També inhibeix reversiblement la calcineurina i la transforma en calmodulina. Inhibeix la replicació del virus HIV-1. És un inhibidor efectiu de la proteïna-cinasa D. També causa baixos nivells de potassi.